# We Are (песня Аны Юнссон)
«We Are» — песня шведской рок-певицы Аны Юнссон, с которой начинается её дебютный альбом «The Way I Am»; релиз сингла состоялся в июне 2004 года. Также композиция вошла в саундтрек к супергеройскому фильму «Человек-паук 2» (2004). «We Are» остаётся одной из самых популярных песен Юнссон; она заняла высокие позиции в чартах Австрии, Дании, Италии, Норвегии, Швеции и Великобритании.

## Клип
Съёмки клипа проходили в Лос-Анджелесе, в здании Nate Starkman & Son; постановкой занимался режиссёр Антти Йокинен. Отрывки из «Человека-паука 2» пересекаются с романтической историей Аны Джонссон и мужчины из соседней квартиры. Чтобы передать интенсивность исполнения Джонссон, продюсер клипа придумал эффект, при котором создаётся впечатление, что от громкости музыки мебель в квартире мужчины скользит по полу.

## Трек-листы
Скандинавский CD-сингл
1. «We Are» (клип-версия) — 3:57
2. «We Are» (радио-версия) — 3:54
3. «We Are» (микс локаций) — 3:59

Европейский CD-сингл
1. «We Are» (клип-версия) — 3:57
2. «We Are» (микс локаций) — 3:59

Европейский макси-CD-сингл
1. «We Are» (клип-версия) — 3:57
2. «We Are» (радио-версия) — 3:54
3. «We Are» (микс локаций) — 3:59
4. «The Way I Am» (альтернативный акустический микс) — 3:26
5. «We Are» (клип-версия)
6. Контент из «Человека-паука 2»

Британский CD-сингл
1. «We Are» (радио-версия) — 3:54
2. «Cuz I Can» — 3:03
3. «Bring It On» — 2:45
4. «We Are» (оригинальная клип-версия)

## Чарты
| Чарт (2004)                                | Лучший результат |
| ------------------------------------------ | ---------------- |
| Австрия (Ö3 Austria Top 40)                | 7                |
| Бельгия/Фландрия (Ultratip Bubbling Under) | 9                |
| Бельгия/Валлония (Ultratop 50)             | 28               |
| Дания (Tracklisten)                        | 6                |
| Франция (SNEP)                             | 21               |
| Германия (GfK)                             | 16               |
| Ирландия (IRMA)                            | 28               |
| Италия (FIMI)                              | 6                |
| Нидерланды (Dutch Top 40)                  | 16               |
| Нидерланды (Single Top 100)                | 32               |
| Норвегия (VG-lista)                        | 2                |
| Шотландия (OCC Scotland)                   | 7                |
| Швеция (Sverigetopplistan)                 | 4                |
| Швейцария (Schweizer Hitparade)            | 28               |
| Великобритания (OCC UK Singles)            | 8                |

| Чарт (2004)                       | Результат |
| --------------------------------- | --------- |
| Австрия (Ö3 Austria Top 40)       | 70        |
| Германия (Official German Charts) | 70        |
| Швеция (Sverigetopplistan)        | 17        |
| Синглы Великобритании (OCC)       | 196       |

## Сертификации
| Регион                                                      | Сертификация | Продажи |
| ----------------------------------------------------------- | ------------ | ------- |
| Швеция (GLF)                                                | Золотой      | 10 000^ |
| ^ Данные о тиражах приведены только на основе сертификации. |              |         |

## История релизов
| Регион         | Дата                | Формат(ы) | Лейбл(ы)      | Источники |
| -------------- | ------------------- | --------- | ------------- | --------- |
| Европа         | 28 июня 2004 года   | Макси-CD  | Epic Columbia | [ 18 ]    |
| Великобритания | 2 августа 2004 года | CD        | Epic Columbia | [ 26 ]    |